# Görke (Postlow)

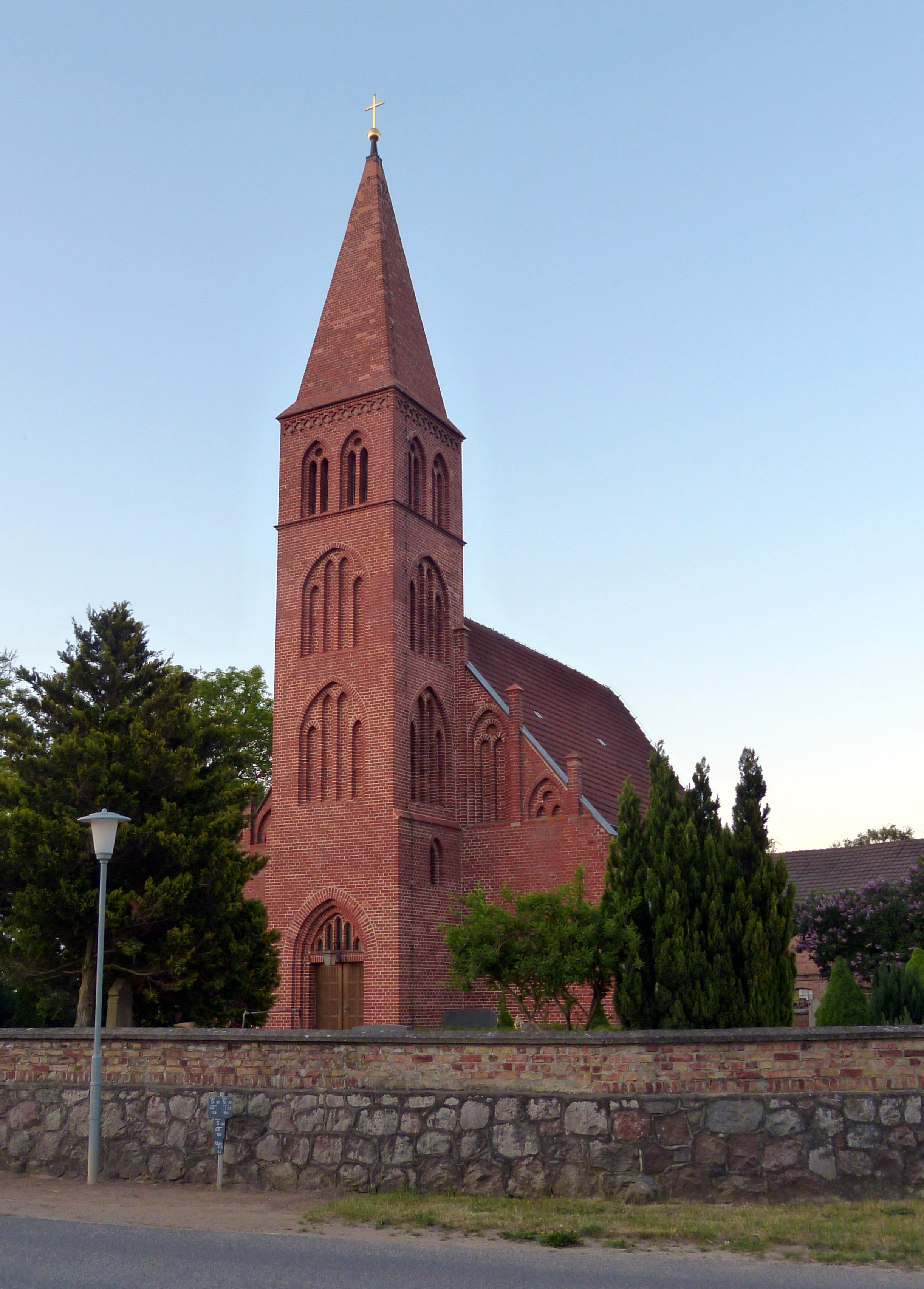
Dorfkirche Görke

Görke ist ein Ortsteil der Gemeinde Postlow im Landkreis Vorpommern-Greifswald in Mecklenburg-Vorpommern.

## Lage
Görke liegt in Vorpommern etwa fünf Kilometer westlich von Anklam. Umliegende Ortschaften sind Menzlin im Norden, Anklam im Osten, Butzow im Süden, Blesewitz im Südwesten, Postlow und Tramstow im Westen sowie Stolpe an der Peene im Nordwesten.
Durch Görke verlaufen die Bundesstraße 110 von Demmin nach Usedom sowie die Bundesstraße 199 nach Klempenow. Die Bundesautobahn 20 ist über die Anschlussstelle Anklam 24 Kilometer westlich zu erreichen. Im nördlichen Gemarkungsteil Görkes fließt die Peene, in die von Görke kommend der Stegenbach mündet.

## Geschichte
In der Nähe von Görke befand sich eine große slawische Siedlung. Durch archäologische Funde wurden fünf Siedlungen und zwei Burgwälle sowie eine Fortführung der Pflasterstraße von der Peenebrücke über das slawisch-wikingische Siedlungsgebiet bei Menzlin weiter nach Süden nachgewiesen.
Görke wurde erstmals 1172 als Gorike urkundlich erwähnt. 1183 wurde das Dorf als Gorka erwähnt. Der Ortsname wird von dem slawischen Wort „Gora“ für „Berg“ abgeleitet. 1348 wurde Görke mit den Ortsnamen Gorcke und Göricke und ab 1697 unter dem aktuellen Namen erwähnt. Görke gehörte als Klosterdorf zum Kloster Stolpe. Etwa 1534 kam Görke erst zum Dominalamt Stolpe und später zum Dominalamt Klempenow.
1750 gab es in Görke neun Bauern, einen Pfarrbauer und einen Büdner. 1755 wurde das westlich des Dorfes gelegene Vorwerk abgebaut und in Görke wurden neun weitere Bauern angesiedelt. 1865 gab es in Görke eine Schule, eine Dorfkirche, 20 Wohn- und 23 Wirtschaftsgebäude. Insgesamt hatte der Ort 205 Einwohner, die in 36 Haushalten lebten. 15 Haushalte waren Bauern, davon 14 Grundbesitzer und ein Pachtbauer.
Nahe dem ehemaligen Vorwerk entstand vor 1880 eine Ziegelei, die bis etwa 1920 in Betrieb war.
Görke kam nach dem Wiener Kongress 1815 an das Königreich Preußen, wo der Ort im Regierungsbezirk Stettin lag. Bis zum 1. April 1937 war Görke eine eigenständige Gemeinde, dann wurde sie zunächst nach Pelsin eingemeindet. Am 1. August 1946 wurde Görke wieder eigenständig. Diese Eigenständigkeit währte allerdings nur knapp vier Jahre, dann wurde Görke am 1. Juli 1950 nach Anklam eingemeindet. Am 1. Juli 1973 wurde Görke von Anklam nach Postlow umgegliedert.
Zum 25. Juli 1952 wurde Görke dem neu gebildeten Kreis Anklam im Bezirk Neubrandenburg zugeordnet. Nach der Wende lag Görke zunächst im Landkreis Anklam, wo das Dorf sich dem Amt Krien anschloss. Nach der Kreisreform in Mecklenburg-Vorpommern am 12. Juni 1994 wurde Görke dem neu gegründeten Landkreis Ostvorpommern zugeordnet. Am 1. Januar 2005 wurde das Amt Krien aufgelöst und Görke in das Amt Anklam-Land umgegliedert. Nach der zweiten Kreisreform in Mecklenburg-Vorpommern am 4. September 2011 kam Görke zum Landkreis Vorpommern-Greifswald.

## Nachweise
1. ↑  Manfred Niemeyer: Ostvorpommern. Quellen- und Literatursammlung zu den Ortsnamen. Bd. 2: Festland. (= Greifswalder Beiträge zur Ortsnamenkunde. Bd. 2), Ernst-Moritz-Arndt-Universität Greifswald, Institut für Slawistik, Greifswald 2001, ISBN 3-86006-149-6. S. 40 ff.
2. ↑  Görke im Geschichtlichen Ortsverzeichnis. Abgerufen am 14. August 2017.